# جين اندروز (كاتبة)
جين اندروز (بالإنجليزية: Jane Andrews)‏ هي كاتبة للأطفال وكاتِبة أمريكية، ولدت في 1 ديسمبر 1833، وتوفيت في 15 يوليو 1887 بسبب التهاب السحايا.